# Hylkje
Hylkje este o localitate din comuna Bergen, provincia Hordaland, Norvegia.